# お・それ・みを
『お・それ・みを』は、小説家水谷準による短編小説。

## 概要
初出は1927年（昭和2年）の『新青年』4月号。2002年（平成14年）に刊行された『怪奇探偵小説名作集3 水谷準集 お・それ・みを』（ちくま文庫、編者、日下三蔵）では表題作となっている。
初出の題名は「お・それ・みを」であるが、刊本によって「お－それ－みを」と表記されているものもある。題名はナポリ民謡の「オー・ソレ・ミオ」にちなんだものである。作中で語り手「私」の友人、草場が巧みなテノールで唄う描写がある。「オー・ソレ・ミオ」は「私の太陽」という意味。
作者は函館市出身であり、本作には港や果てしなく連なる山脈が書かれている。また、作中のハリスト教会はかつて町の中心であり、港から見える山の手に位置している。
友人の草場と語り手「私」は2ヶ月程連絡がつかず、草場の召使いから手紙を渡されるところから物語は始まる。私の妹・奈美枝は草場と婚姻関係にあった。しかし、奈美枝は肋膜を患っていたため2ヶ月前に亡くなってしまった。奈美枝の遺体は埋葬された翌朝無くなっていた。そして、私はそれが草場の行為だと考えていた。私は草場との再会で草場の研究について明かされたのであった。

## あらすじ
私の友達の草場洋二郎は山の手の一番高い所にある赤い円屋根(ドオム)の家に住んでいる。ある日、草場の召使いの婆さんが私の所に久しぶりに顔を見せた。要件を尋ねてみると、召使いを辞めて故郷に帰ることにしたと告げ、草場からの手紙を渡した。手紙を読んでみると「鋏と剃刀を持って家に来て欲しい」「至急会いたい」と書いてあった。草場は私の妹の奈美枝と恋人だったが、二ヶ月前に奈美枝は患っていた肋膜で亡くなってしまっていた。奈美恵の遺体は埋葬された翌朝に無くなっていた。そして私はそれが草場による行為だと考えていた。草場の家に到着した私は二か月ぶりに草場と再会した。自身の家の研究室にずっと籠りっぱなしだったという彼の髪や髭は伸びきっていた。私は草場に指示されて持ってきた鋏と剃刀でそれらを切った。その後、草場は自身の家の露台(バルコニイ)で「私の太陽よ(お・それ・みを)」を唄い、なぜこの二か月間私からの手紙に返事をしなかったのかについて話す。彼はこの二か月間研究室に籠り、軽気球の研究をしていた。そしてその軽気球は奈美枝の遺体を乗せて既に飛ばしたと告白した。草場は、そうしたのは「奈美枝の遺体を地の下に押し込めておくのは忍びないと思い、この世界で最も美しい場所である大空、天に埋葬しようと思ったからだ」と言う。そして彼は「青空の墓場に行く決心をした」と私に別れを告げた。研究室の屋根の下に軽気球があり、円屋根が開いて草場の座った椅子と共に軽気球が飛び立った。「お・それ・みを」と言いながら飛び立つ草場を追うために私は「お・それ・みを。俺も行くぞ」と手を伸ばして叫んだが倒れてしまった。草場と別れた後、私は大空に昇る妄想に悩まされ続けている。

## 社会的評価
小説家、推理作家の江戸川乱歩によると、「水谷は幻想派の傾向があり、その幻想派らしさが最も表れているのが、水谷の前半期の作品『空で唄う男の話』『お・それ・みを』である」という。
ミステリー文芸評論家の中島河太郎は『空で唄ふ男の話』と共に「浪曼性とペーソスとが融合して巧みに結晶」していて、「純粋で甘美な世界をくりひろげている」と評価している。
日本の文芸評論家の権田萬治は水谷準の作品世界を彩るものは「死への強烈なロマンチシズム」であると評価し、『お・それ・みを』については、「一種の恋愛至上主義に根ざした愛と死の讃歌」と評価し、「今日でもいささかも色あせていない」と述べている。
また、ミステリ・SF研究家の日下三蔵は『恋人を喰べる話』、『空で唄う男の話』と共に、「水谷準の初期を代表するロマンチックな幻想譚」と述べている。

## 収録作品
水谷準 「お・それ・みを」 ちくま文庫、2002年4月。 ISBN 4-480-03703-9。